# Бабичи (Шишацкий район)
Ба́бичи (укр. Бабичі) — село,
Шишацкий поселковый совет,
Шишацкий район,
Полтавская область,
Украина.
Код КОАТУУ — 5325755101. Население по переписи 2001 года составляло 12 человек.

## Географическое положение
Село Бабичи находится в 3-х км от пгт Шишаки,
в 0,5 км от села Хвощево.
По селу протекает пересыхающий ручей с запрудой.